# .mc
A .mc Monaco internetes legfelső szintű tartomány kódja, melyet 1995-ben hoztak létre.

## Második szintű tartománykódok
- tm.mc
- asso.mc